# Hironori Nishi
Hironori Nishi (jap. 西 弘則 Nishi Hironori; ur. 25 lutego 1987) – japoński piłkarz występujący na pozycji obrońcy. Obecnie występuje w Kamatamare Sanuki.

## Kariera klubowa
Od 2009 roku występował w klubach Roasso Kumamoto, Oita Trinita i Kamatamare Sanuki.